# Vialonga
Vialonga ist eine Kleinstadt (Vila) und Gemeinde im mittleren Portugal. Sie ist von einem steten Bevölkerungswachstum gekennzeichnet und gehört in wesentlichen Teilen bereits zu den Schlafstädten der Hauptstadt Lissabon.

## Geschichte
Funde wie der Dolmen vom Monte Serves belegen eine vorgeschichtliche Besiedlung des heutigen Gemeindegebietes bis in die Altsteinzeit, mit besonders vielen Hinweisen aus der Jungsteinzeit.
In arabischer Zeit nach 711 n. Chr. dürfte hier eine Siedlung bestanden haben. Toponymische Bezeichnungen wie Alpriate oder Alfarrobeira lassen konkreter darauf schließen.
Erstmals wurde der heutige Ort 1191 in einem Dokument erwähnt.
1449 fand bei Vialonga die Schlacht von Alfarrobeira statt, in der der designierte König D. Afonso V. seine Ansprüche gegen den nicht abgetretenen König D. Pedro durchsetzte.
1985 wurde Vialonga zur Kleinstadt (Vila) erhoben.

## Verwaltung
Vialonga ist Sitz einer gleichnamigen Gemeinde (Freguesia) im Kreis (Concelho) von Vila Franca de Xira im Distrikt Lissabon. In ihr leben 21.258 Einwohner auf einer Fläche von 18 km² (Stand 19. April 2021).
Folgende Ortschaften und Ortsteile gehören zur Gemeinde:
| - Alpriate - Bairro Nascente do Cabo - Boca da Lapa - Casal da Aguieira - Casal do Freixo - Casal do Monte - Casalinho - Cabo de Vialonga - Encosta do Moinho - Fonte do Vale - Fonte Santa - Granja de Alpriate - Mogos | - Morgado - Olival da Porta - Olival de Fora - Quinta da Flamenga - Quinta da Maranhota - Quinta das Índias - Quinta do Buraco - Quintanilho - Santa Cruz - Santa Eulália - Terra do Barro - Verdelha do Ruivo - Vialonga |

## Persönlichkeiten
- Manuel Lobo (Gouverneur) (1635–1683), portugiesischer Militär und Kolonialgouverneur, Gründer von Colonia del Sacramento (heute Uruguay)
- Pedro Augusto Pinto da Fonseca Botelho Neves (1891–1940), Ingenieur und Politiker, ab 1918 mehrfach Abgeordneter der Assembleia da República
- Paulo Ferreira (* 1962), Radrennfahrer
- Nenny (* 2002), kapverdisch-portugiesische Rap-Musikerin